# Bialé
Cet article possède un paronyme, voir Biale.
Bialé est une localité située dans le département et la commune rurale de Solenzo de la province des Banwa dans la région de la Boucle du Mouhoun au Burkina Faso.

## Démographie
| 2003  | 2006  | 2012 |
| ----- | ----- | ---- |
| 1 892 | 2 131 | -    |